# قضاء حديثة
قضاء حديثة يقع في المنطقة الغربية لمحافظة الأنبار في العراق، مركز مدينة حديثة، ويبلغ عدد سكان قضاء حديثة بحوالي 120 الف نسمة بحسب احصاء عام 2013م.

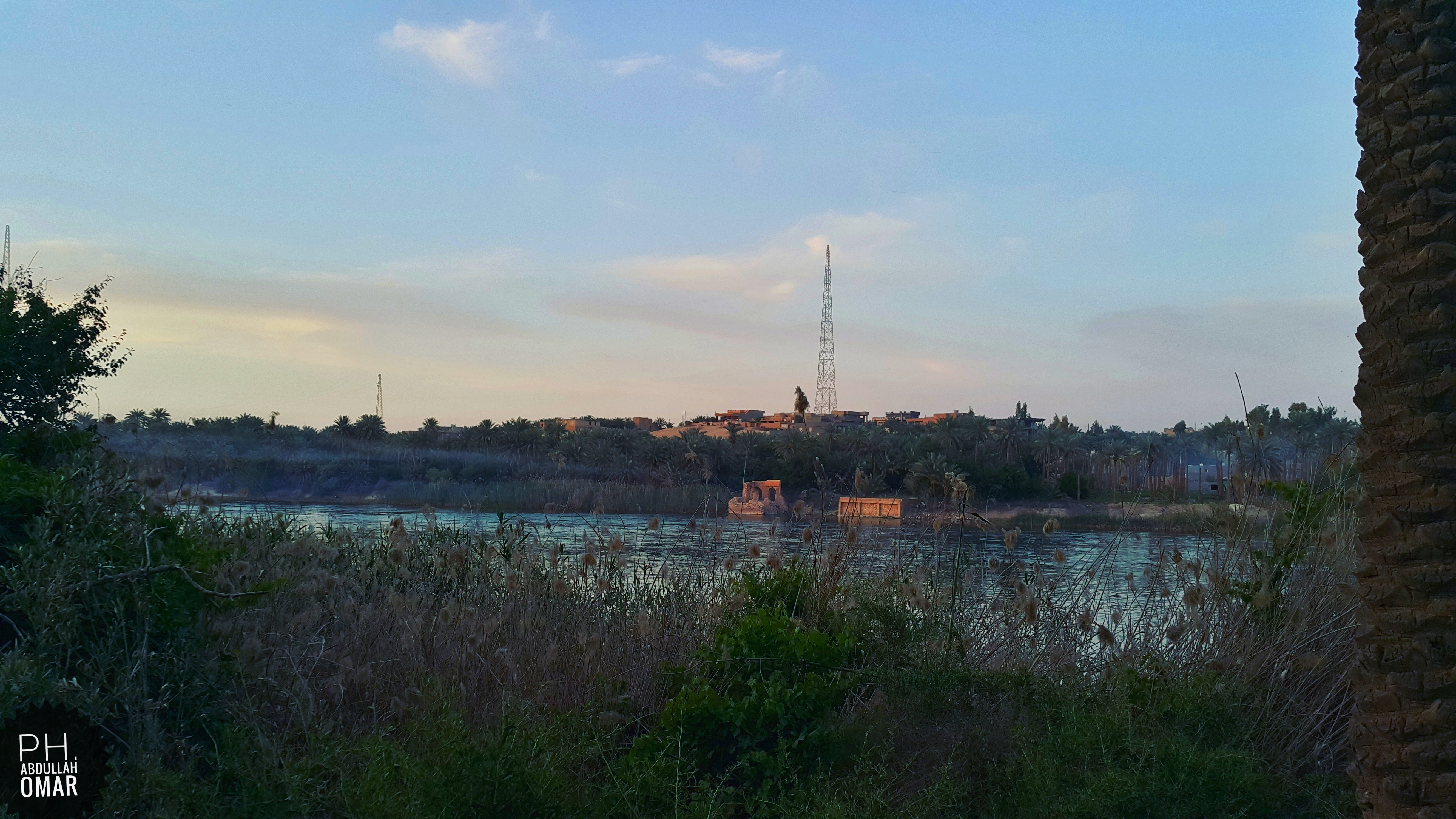
بساتين قضاء حديثة على الفرات

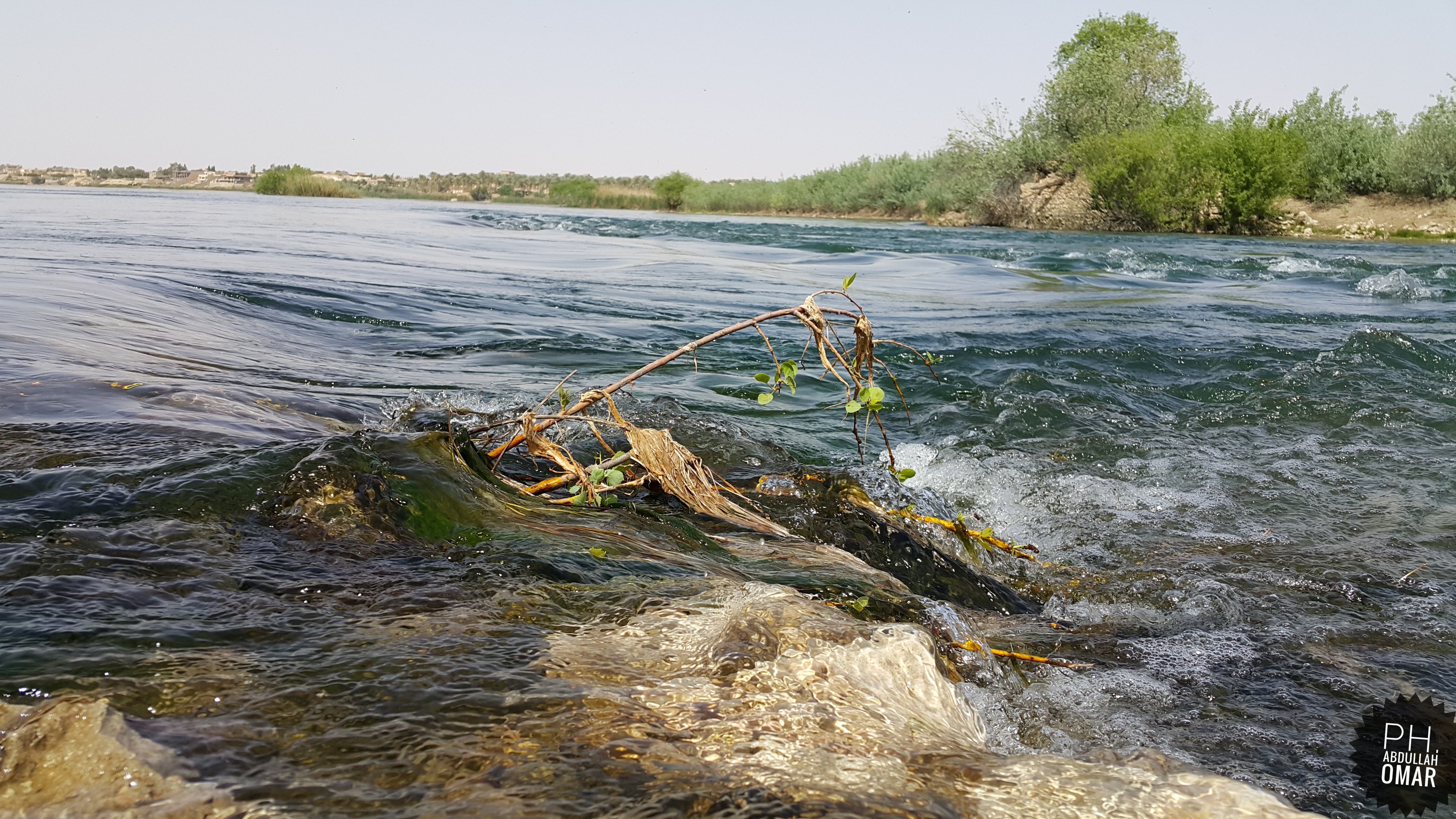
الفرات في حديثة

## النواحي
| الناحية         | مساحتها دونماً | سكانها |
| مركز قضاء حديثة | 301013        | 53037  |
| الحقلانية       | 450121        | 28905  |
| بروانة          | 470021        | 28085  |

## المدن
- حديثة (39 الف نسمة)
- بروانة (20 الف نسمة)
- الحقلانية (35 الف نسمة)
- آلوس (5 آلف نسمة)
- الزاوية (9 آلاف نسمة)
- المعاضيد (3000 نسمة)
- حويجة حديثة (7 آلاف نسمة)
- العسكري (ناحية) (2000 نسمة)